# Emilio De Bono
Emilio De Bono, född 19 mars 1866 i Cassano d'Adda, Lombardiet, död 11 januari 1944 i Verona, Veneto, var en italiensk general i första världskriget och en fascistisk aktivist som hjälpte till att organisera det italienska fascistpartiet.

## Biografi
De Bono blev officer 1884 och deltog i Italiensk-turkiska kriget och i första världskriget där han särskilt utmärkte sig i slaget vid Vittorio Veneto. Han anslöt sig efter krigsslutet till fascismen och deltog därmed i marschen mot Rom 1922, som gav fascisternas ledare Benito Mussolini makten. De Bono blev senator 1923, var guvernör i Tripolitania 1925–1928 och 1929–1935 kolonialminister. Den 3 april 1935 utnämndes han till högste befälhavare över de italienska stridskrafterna i Afrika men hemkallades i november av Pietro Badoglio. I samband med det upphöjdes De Bono till fältmarskalk.
De Bono blev därefter, vid sidan av Mussolini själv, Cesare De Vecchi och Italo Balbo en av de ledande inom fascistpartiet PNF. Han tillhörde den konservativa nationalistiska falang inom partiet som motsatte sig det närmande till det nazistiska Tyskland som Mussolini förde då Abessinienkrisen 1934 försämrat banden till de demokratiska staterna.
Vid den allierade invasionen av Italien 1943 slöt han sig till kuppmakarna inom partiet och röstade för Mussolinis avsättande och fängslande, men sedan denne fritagits med tysk hjälp arresterades De Bono, ställdes inför rätta vid Veronaprocessen och dömdes till döden av en lydregering. Han arkebuserades tillsammans med Galeazzo Ciano, Luciano Gottardi, Giovanni Marinelli och Giuseppe Pareschi.